# Йокан

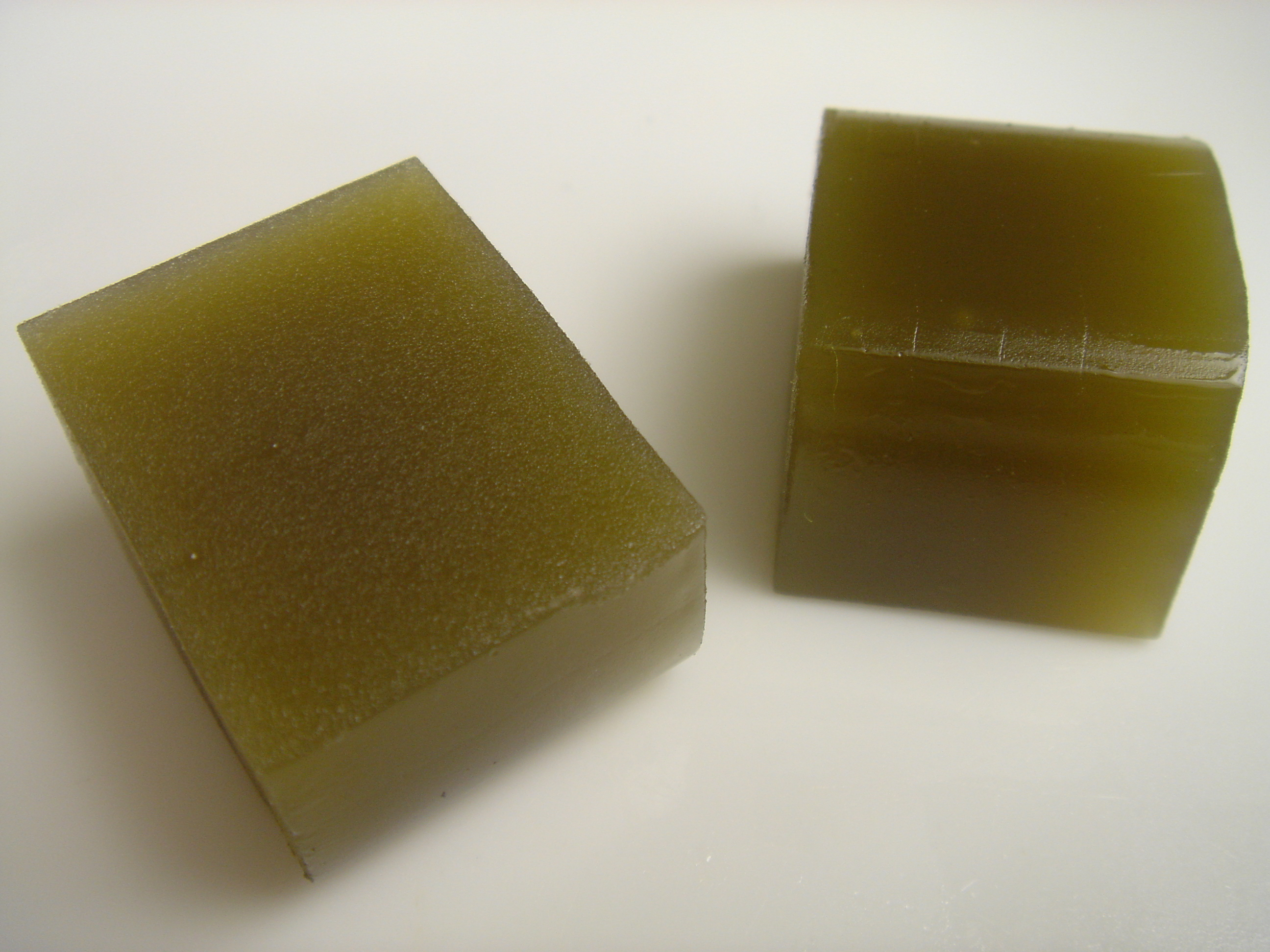
Кубики зеленого чайного йокану

Йокан, Yōkan (яп. 羊羹) — національні японські ласощі. Являє собою густу желеподібну пастилу, основними компонентами якої є паста з червоних бобів (іноді з білих бобів), агар-агар та цукор. Зазвичай продається плитками.

## Різновиди
Існують 2 основних типи: neri yōkan та mizu yōkan. Другий більш водянистий, зазвичай подається в охолодженому вигляді і тому найчастіше вживається влітку.
Хоча найчастіше йокан робиться з пасти червоних бобів, іноді зустрічається йокан з білих бобів. Цей тип йокану зазвичай має молочний напівпрозорий колір; його аромат — м'якший, ніж у червоно-бобового, тому до нього нерідко додаються такі ароматизатори, як порошок зеленого чаю.
Йокан може містити крихти каштану, скибочки хурми, підсолоджених бобів адзукі, інжиру, батату та ін. Замість звичайного цукру може додаватися мед, коричневий цукор або патока. Різновид, відомий як shio yōkan, містить невелику кількість солі.

## Історія
Йокан походить з Китаю, де желатин для його виробництва добували, виварюючи овечі жили і хрящі; оригінальний китайський термін означав «овечий ген (крохмалистий суп, gēng)» (羊 вівця + 羹 густий суп).
В Японію йокан завезли дзен-буддисти в періоди Камакура та Муроматі близько 1191 року. Оскільки буддизм забороняє вбивство, тваринний желатин був замінений борошном і бобами адзукі. Агар почали використовувати пізніше, в період Едо, близько 1800 року, коли рецепт йокану вперше став близьким до сучасного. Пізніше, у міру дешевшання цукру, виникають інші різновиди йокану. Ласощі набувають популярності, особливо з огляду на те, що при тодішній відсутності холодильників йокан можна було зберігати тривалий час. Йокан нерідко використовується як подарунок господарям від гостя.

## Відомі виробники
- Surugaya
- Торая
- Tsuruya Hachiman
- 万寿家(天津)食品有限公司